# Greg Nixon

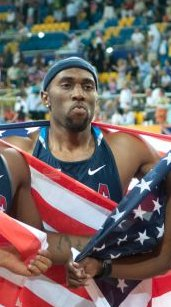
Greg Nixon

Greg Nixon, född den 12 september 1981, är en amerikansk friidrottare som tävlar i kortdistanslöpning.
Nixon deltog, tillsammans med James Davis, Jamaal Torrance och Kelly Willie, i det amerikanska stafettlag över 4 x 400 meter som vann guld vid inomhus-VM 2008 i Valencia. Vid samma mästerskap deltog han på 400 meter men lyckades inte ta sig vidare från försöken. Stafettguldet försvarades vid inomhus-VM 2010, vid detta tillfälle tillsammans med Torrance, Tavaris Tate och Bershawn Jackson.

## Personligt rekord
- 400 meter - 45,20